# Maksîmivka, Troițke
Maksîmivka (în ucraineană Максимівка) este un sat în comuna Bohatka din raionul Troițke, regiunea Luhansk, Ucraina.

## Demografie
Componența lingvistică a localității Maksîmivka
     Ucraineană (94,64%)
     Rusă (5,36%)
Conform recensământului din 2001, majoritatea populației localității Maksîmivka era vorbitoare de ucraineană (94,64%), existând în minoritate și vorbitori de rusă (5,36%).